# Vitryssland i Eurovision Song Contest 2015
Vitryssland deltog i Eurovision Song Contest 2015 i Wien i Österrike.

## Uttagning
Landet valde sitt bidrag genom en nationell final som hölls av BTRC. Finalen hölls den 26 december 2014 och vinnare blev Uzari & Maimuna med sin låt "Time". Mannen Uzari sjöng och kvinnan Maimuna spelade violin.

## Vid Eurovision Song Contest
Vitryssland deltog i den första semifinalen den 19 maj. Där hade de startnummer 11. De hamnade på tolfte plats med 39 poäng. De lyckades därför inte ta sig inte till finalen.